# دوبارة
الدوبارة أو الدوبارة البسكرية هي أكلة شعبية جزائرية مشهورة خصوصا في مدينة بسكرة وكذلك في مدن الوادي باتنة وقسنطينة وهي نوع من الحساء الحار متكون أساسا من الحمص والفول مع صلصة معدة بمجموعة من البهارات مثل الفلفل الأسود والكركم يضاف إليها زيت الزيتون
.